# Wollige Mauerspringspinne
Die Wollige Mauerspringspinne (Pseudeuophrys lanigera, Syn.: Euophrys lanigera) ist eine Spinnenart aus der Gattung Pseudeuophrys in der Familie der Springspinnen (Salticidae). Andere Namen lauten Hausspringspinne und Haus-Keilspringer. Die Art ist in Mitteleuropa weit verbreitet und häufig anzutreffen. Sie ist dem weniger häufigen Rinden-Keilspringer (Pseudeuophrys erratica) sehr ähnlich.

## Merkmale
P. lanigera ist eine kleine Spinne. Sowohl Männchen als auch Weibchen sind nur wenige Millimeter groß – Körper (ohne Beine) beim Männchen etwa 3–4 mm, beim Weibchen etwa 5 mm. Die Färbung ist grau-braun mit einer fleckigen Zeichnung auf dem Hinterleib. Die Taster sind sehr hell behaart. Auffälligstes Merkmal sind die hinteren Flanken des Vorderkörpers. Sie sind schwarz gefärbt und deutlich zu erkennen. Dieses Merkmal hat P. lanigera allerdings gemeinsam mit P. erratica. Unterscheiden kann man die Männchen dieser beiden Pseudeuophrys-Arten daran, dass P. lanigera eine hellere und weniger gescheckte Oberseite des Vorderkörpers besitzt. Da am hinteren Ende des Vorderkörpers die schwarzen Seiten und die helle Oberseite zusammenlaufen, sieht es so aus, als befinde sich am „Hinterkopf“ ein heller „Haarschopf“.
Die Beine sind hell-dunkel geringelt. Männchen und Weibchen unterscheiden sich kaum in der Zeichnung. Die Farbgebung unterscheidet sich jedoch geringfügig: Die Männchen sind braun, die Weibchen etwas heller.

## Verbreitung und Lebensraum
Ähnlich wie P. erratica ist P. lanigera in Mitteleuropa weit verbreitet. Wie der deutsche Trivialname Mauerspringspinne vermuten lässt, ist P. lanigera oft auf Wänden und an Mauern in menschlichen Siedlungen anzutreffen. Die Art ist in Deutschland seit den 1950er Jahren beheimatet. Sie wurde zudem in die USA eingeführt.